# 古田俊彦
古田 俊彦（、1928年〈昭和3年〉1月8日 - ）は、日本の俳優。愛知県名古屋市出身。早稲田高等工学校卒業。特技は英会話。

## 人物・来歴
1949年、帝劇劇団に入団。1950年代後半頃に東宝の専属俳優となり、以降サラリーマンもの、特撮、時代劇などジャンルを問わず数多くの映画に出演している。
英語に堪能であるため、その特技を活かした役を演じた経験も数回持つ。
1970年以降、映画出演の記録がない。

## 主な出演作品

### 映画
- 33号車応答なし（1955年 谷口千吉監督）：警官
- 嵐の中の男（1957年 谷口千吉監督）：警官
- 手錠をかけろ（1959年 日高繁明監督）：刑事
- まり子自叙伝 花咲く星座（1959年 松林宗恵監督）：さん子の主人
- 潜水艦イ-57降伏せず（1959年 松林宗恵監督）：イ-57乗組員[要出典]
- 愚連隊シリーズ
  - 独立愚連隊（1959年 岡本喜八監督）：小隊長
  - やま猫作戦（1962年 谷口千吉監督）：中隊長
- 宇宙大戦争（1959年 本多猪四郎監督）：記者、フィリピン代表の声 [2役][要出典]
- 花のセールスマン 背広三四郎（1960年 岩城英二監督）：スポーツ東都のカメラマン
- みな殺しの歌より 拳銃よさらば!（1960年 須川栄三監督）：大村の同僚
- 情無用の罠（1961年 福田純監督）：ガソリンスタンドの係員
- 別れて生きるときも（1961年 堀川弘通監督）：下士官
- 顔役暁に死す（1961年 岡本喜八監督）：刑事
- モスラ（1961年 本多猪四郎監督）：日東新聞記者[1][3]
- 新入社員十番勝負（1961年 岩城英二監督）：竹内営業課長
  - 続新入社員十番勝負 サラリーマン一刀流（1962年 岩城英二監督）：竹内営業課長
- 世界大戦争（1961年 松林宗恵監督）：ヘリの乗員[5]
- その場所に女ありて（1962年 鈴木英夫監督）：新聞記者
- 妖星ゴラス（1962年 本多猪四郎監督）：鳳号観測員[1][3]
- 吼えろ脱獄囚（1962年 福田純監督）：小屋の警官
- 女性自身（1962年 福田純監督）：酔客
- ゴジラシリーズ（本多猪四郎監督）
  - キングコング対ゴジラ（1962年）：警戒中の警官[出典 3]
  - モスラ対ゴジラ（1964年）：記者[7][4]
  - 三大怪獣 地球最大の決戦（1964年）：国会議員[8][4]
- 箱根山（1962年 川島雄三監督）：小谷正吉
- 太平洋の翼（1963年 松林宗恵監督）：手塚一飛曹[9]
- 妻という名の女たち（1963年 筧正典監督）：「ブラック」の客
- 香港クレージー作戦（1963年 杉江敏男監督）：ナイトクラブの司会者
- 恐怖の時間 (1964年)
- 団地・七つの大罪（1964年 千葉泰樹監督・筧正典監督）：引っ越しの夫
- 暗黒街全滅作戦（1965年 福田純監督）：小坂刑事
- 最後の審判（1965年 堀川弘通監督）：警官
- 太平洋奇跡の作戦 キスカ（1965年 丸山誠治監督）：一水戦参謀[要出典]
- フランケンシュタイン対地底怪獣（1965年 本多猪四郎監督）：広島の農夫[1][2]
- 国際秘密警察 鍵の鍵（1965年 谷口千吉監督）：トンワン丸の通訳
- ひき逃げ（1966年 成瀬巳喜男監督）

### テレビ
- ウルトラQ 第6話「育てよ! カメ」（1966年 中川晴之助監督）：刑事[3]
- 青春とはなんだ 第27話「逃げた連休」（1966年 松森健監督）：レンタカー屋